# Right Thurr
Right Thurr è una canzone del rapper Chingy; è il primo singolo estratto dall'album Jackpot.
La canzone è stata una delle colonne sonore dell'intro dell'NBA nel 2004.